# Guewenheim
Guewenheim település Franciaországban, Haut-Rhin megyében. Lakosainak száma 1353 fő (2022. január 1.). Guewenheim Aspach-le-Bas, Roderen, Bourbach-le-Bas, Sentheim, Soppe-le-Bas, Burnhaupt-le-Haut, Aspach-Michelbach és Le Haut-Soultzbach községekkel határos.

## Népesség
A település népességének változása:
| Lakosok száma | 1349 | 1321 | 1332 | 1302 | 1294 | 1291 | 1312 | 1332 | 1353 |
|               | 2013 | 2015 | 2016 | 2017 | 2018 | 2019 | 2020 | 2021 | 2022 |